# パレナゴ (小惑星)
パレナゴ (2484 Parenago) は、小惑星帯の小惑星である。グリゴリー・ネウイミンがシメイズ天文台で発見した。
モスクワ大学教授などを務めたロシア人天文学者のパーヴェル・パレナゴに因んで名付けられた。